# شهرستان ایسپریه
شهرستان ایسپریه (به بلغاری: Isperih Municipality) یک شهرستان در بلغارستان است که در استان رازگراد واقع شده‌است. شهرستان ایسپریه ۴۰۲٫۲۴ کیلومتر مربع مساحت و ۲۲٬۹۱۶ نفر جمعیت دارد.